# Rádio Nacional AM de Brasilia
Rádio Nacional AM de Brasilia ist der nationale Kultur- und Informationssender Brasiliens aus Brasilia. Der 1956 gegründete Sender gilt als eines der ältesten Kulturradios der Welt.
Der Sender ging am 31. Mai 1958 auf der Mittelwellen-Frequenz 980 kHz auf Sendung und sendet dort bis heute. Abgestrahlt wird mit einer Leistung von 300 kW tagsüber und nachts mit der reduzierten Leistung von 100 kW. Aufgrund der hohen Sendeleistung ist der Sender in ganz Brasilien und darüber hinaus zu hören.